# Polyeuktos von Konstantinopel

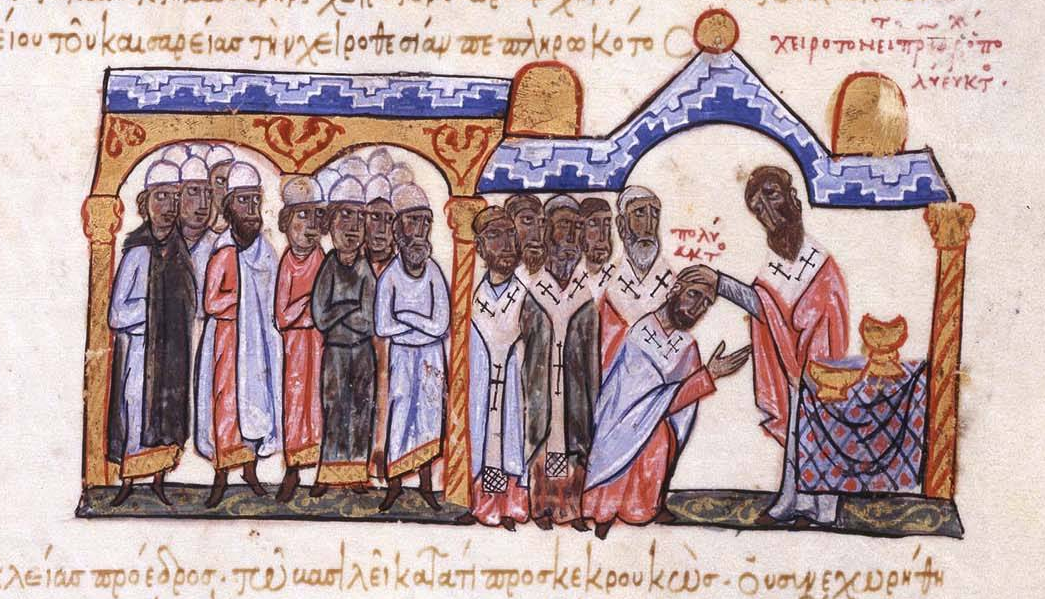
Weihe von Polyeuktos zum Patriarchen von Konstantinopel, Chronik des Johannes Skylitzes, Madrid

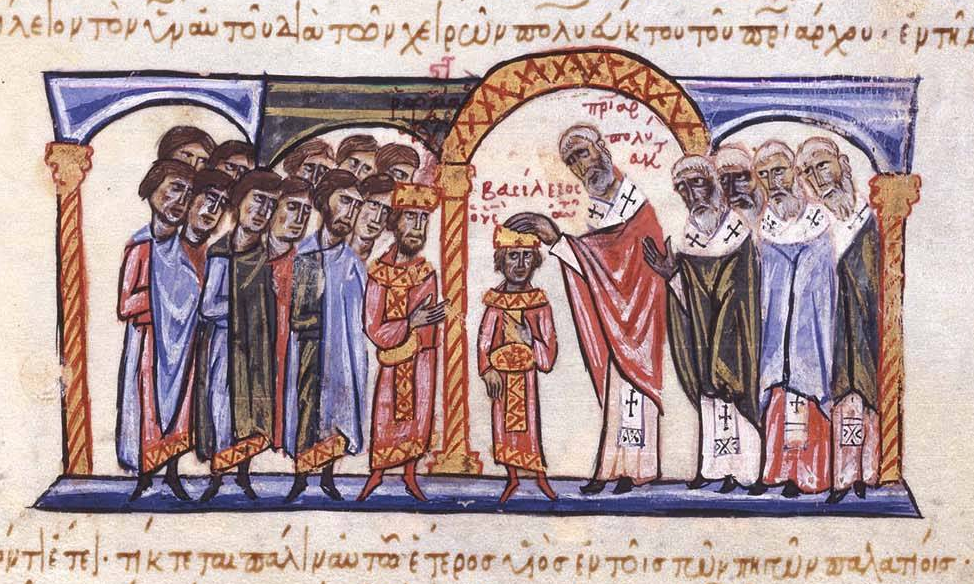
Krönung von Basileios II. zum byzantinischen Mitkaiser durch Patriarch Polyeuktos, Chronik des Johannes Skylitzes, Madrid

Polyeuktos († 5. Februar 970) war Patriarch von Konstantinopel (956–970). Er wird in der orthodoxen Kirche als Heiliger verehrt. Sein Gedenktag ist der 5. Februar.

## Leben
Polyeuktos war Mönch. Am 3. April 956 wurde er zum Patriarchen von Konstantinopel ernannt. Polyeuktos kritisierte Kaiser Konstantin VII. Porphyrogennetos öffentlich. 957 wurde Olga von Kiew als erste Fürstin von Kiew in Konstantinopel getauft.
Am 16. August 963 krönte Polyeuktos Nikephoros II. zum Kaiser. Dessen Eheschließung mit Theophanou am 20. September desselben Jahres lehnte er jedoch aus kirchenrechtlichen Gründen ab und exkommunizierte den Kaiser für ein Jahr.
Er weigerte sich auch, Johannes Tzimiskes zum neuen byzantinischen Kaiser zu krönen, bis Theophanou aus dem kaiserlichen Palast verbannt und die Mörder von Nikephoros bestraft wurden. Kurz darauf starb er am 5. Februar 970.